# Halobacteria
Halobacteria (též Halomebacteria, ve skutečnosti správně Haloarchaea) je třída archeí z kmene Euryarchaeota. Nejedná se tedy o bakterie.

## Charakteristika
Halobacteria je možné označit za halofily, protože se vyskytují ve vodách s velmi vysokým obsahem solí. Nejlépe rostou při koncentraci NaCl 2,3 mol/l a nedokaží žít pod hranicí 2,0 mol/l NaCl, mořská voda ale běžně obsahuje 0,6 mol/l NaCl, proto osídlují oblasti jako je Mrtvé moře. Mimo vysoký obsah solí vyžadují též vlhkost a dostatek organického materiálu. Mohou růst aerobně i anaerobně. Probíhá u nich fotofosforylace, tedy jev, při němž pigment bakteriorodopsin absorbuje světlo a poskytuje energii k tvorbě ATP. Ta se však nedá považovat za fotosyntézu v pravém slova smyslu, při níž totiž musí sluneční záření být využíváno nejen jako zdroj energie, ale též jako prostředek k fixaci uhlíku, čehož halobakterie nejsou schopné. Bakteriorodopsiny působí i červené zabarvení vod, v nichž se Halobacteria vyskytují v masivním množství. Jiný pigment, tzv. halorodopsin, pumpuje do buňky chloridové ionty a rovněž asistuje při výrobě energie.

## Klasifikace
Do třídy Halobacteria se zařazuje pouze jediný řád (Halobacteriales) a v rámci něj známe jen jednu čeleď (Halobacteriaceae). Rodů je mnoho:
| - Haladaptatus - Halalkalicoccus - Haloalcalophilium - Haloarcula - Halobacterium - Halobaculum - Halobiforma - Halococcus - Haloferax | - Halogeometricum - Halomicrobium - Halopiger - Haloplanus - Haloquadra - Halorhabdus - Halorubrum - Halosarcina - Halosimplex | - Haloterrigena - Halovivax - Natrialba - Natrinema - Natronobacterium - Natronococcus - Natronolimnobius - Natronomonas - Natronorubrum |